# St Keyne
St Keyne är en ort i civil parish St Keyne and Trewidland, i distriktet Cornwall, Storbritannien. Det ligger i grevskapet Cornwall och riksdelen England, i den södra delen av landet, 300 km väster om huvudstaden London.
Civil parish St Keyne namnändrades 1 april 2021 till St Keyne and Trewidland i samband med gränsjusteringar. Civil parish hade 484 invånare år 2011.

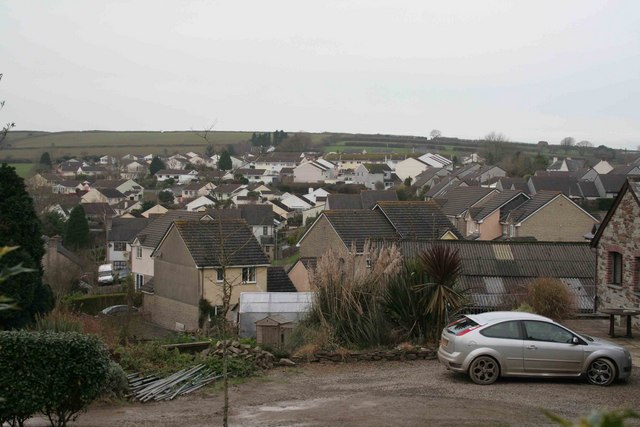
St Keyne